# Вулиця Північна (Сміла)
Вулиця Північна — вулиця у місті Сміла Черкаської області. Довжина вулиці приблизно 1,1 км. Розпочинається від Уманської і закінчується переходом у Кільцеву. До 2024 року називалась на честь міста Алатир, куди на час війни були евакуйовані заводи міста.
Поруч з вулицею починається ліс Дерефінчик.
Забудова одно- та двоповерхова (приватні будинки).
Рішенням №78-43/VIII сесії Смілянської міської ради було погоджено перейменування вулиці з Алатирської на Північну.